# Cabo das Três Forcas
O Cabo das Três Forcas (em castelhano: Cabo de Tres Forcas, em francês: Cap des Trois Fourches, em árabe: Ras Tileta Madari) é uma península situada no norte de Marrocos, sobre a costa mediterrânica do Norte de África. Está dividido entre Marrocos (a maior parte, onde fica a cidade de Nador) e Espanha (cidade autónoma de Melilla).
Fica a leste do estreito de Gibraltar, a norte do Rif e a sul da Península Ibérica e do mar de Alborão, a oeste das ilhas Chafarinas.